# Piedmont (Kalifornija)
Piedmont je grad u američkoj saveznoj državi Kalifornija. Prema popisu stanovništva iz 2010. u njemu je živjelo 10.667 stanovnika.